# VIII arrondissement di Parigi

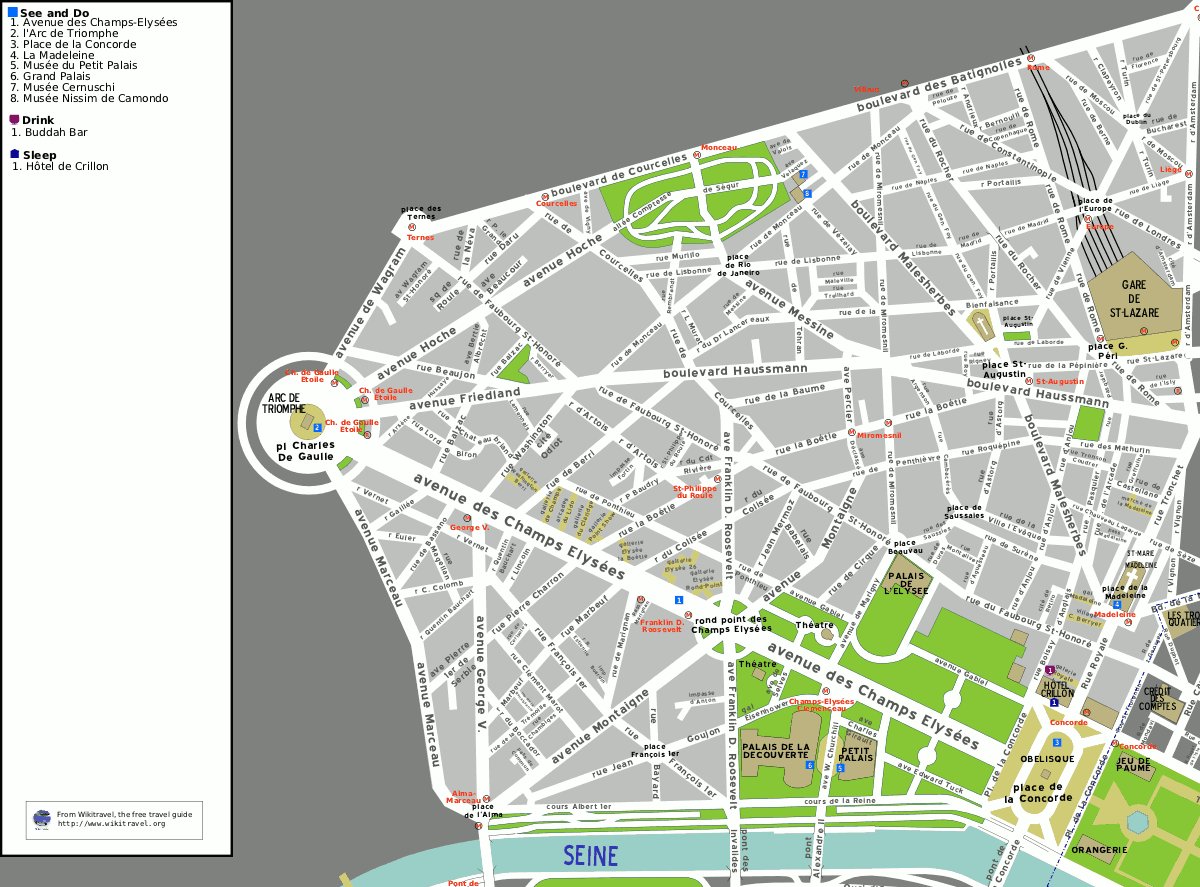
Plan du VIIIe arrondissement

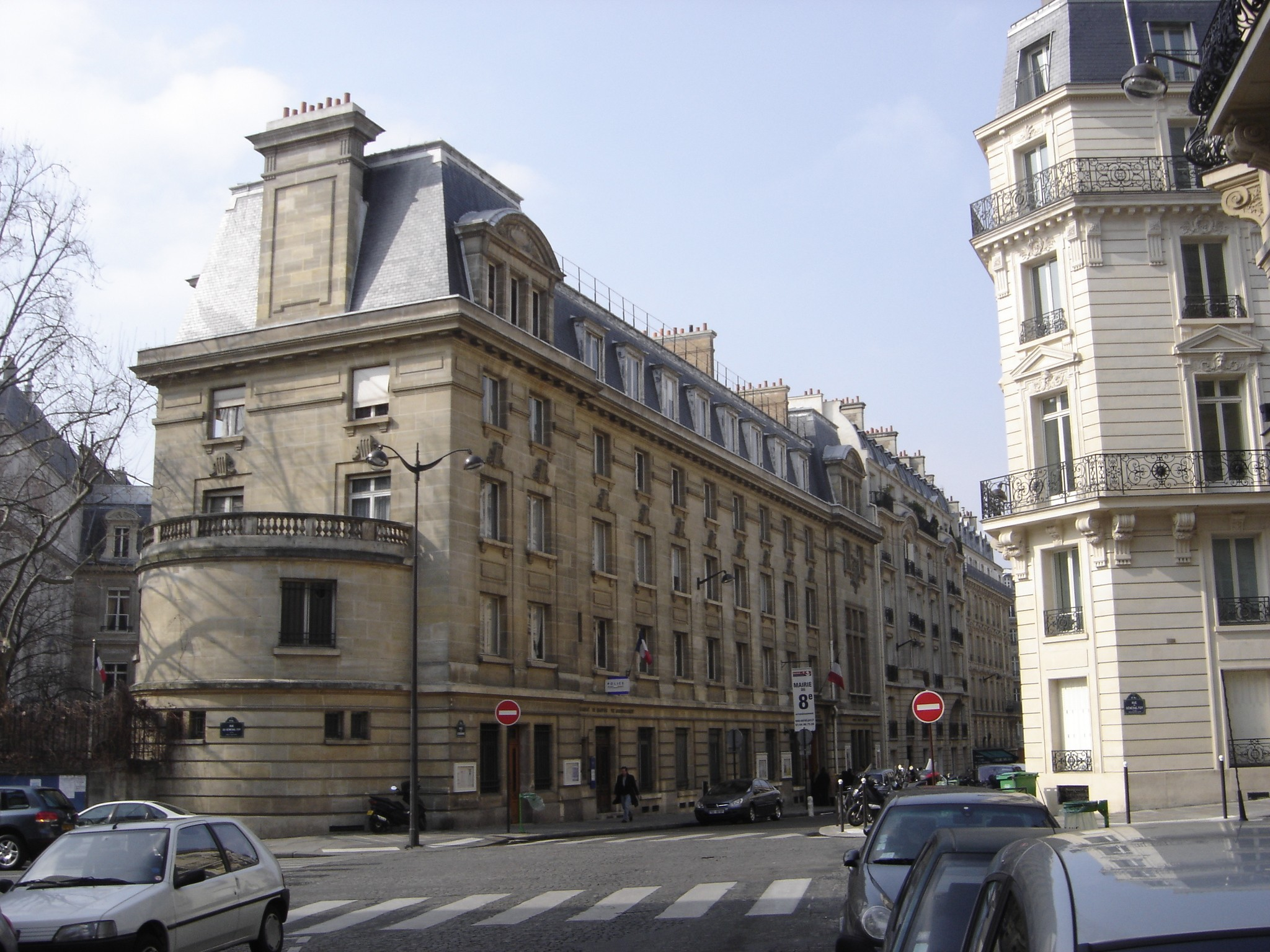
La Mairie, al numero 3 di rue de Lisbonne

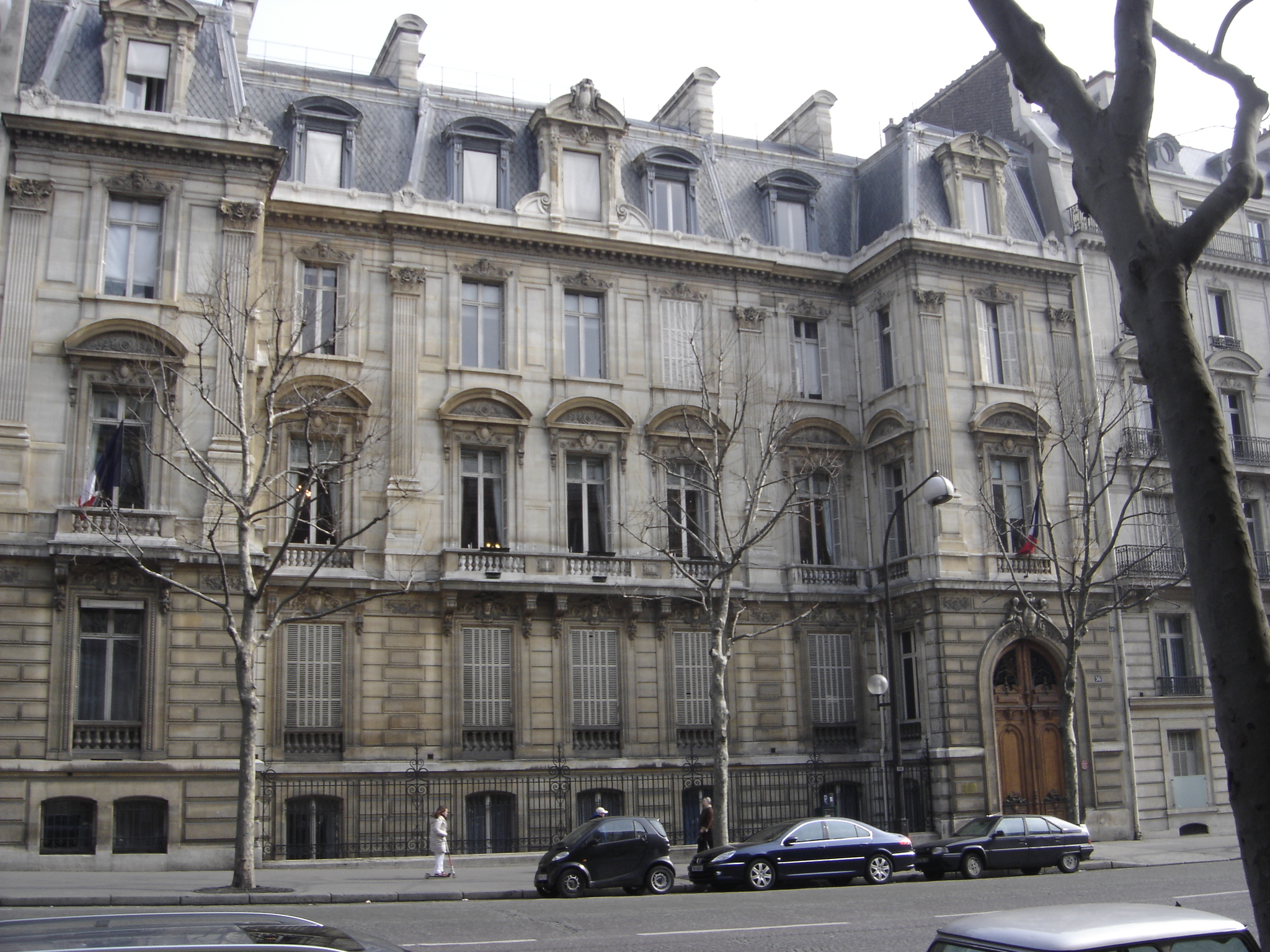
Mairie, facciata su boulevard Malesherbes

L'VIII arrondissement di Parigi, sulla rive droite, è il risultato dell'espansione ottocentesca della città. Confina ad ovest con il XVI arrondissement, a nord col XVII arrondissement, ad est con il IX e il I arrondissement  e a sud con la Senna ed il VII arrondissement.
L'VIII arrondissement è uno di quelli dove risiede l'alta borghesia e luogo di potere, ospitando l'Eliseo ed il Ministero dell'Interno.

## Dati
| Anno                        | Abitanti | Densità di popolazione (ab./km2) |
| --------------------------- | -------- | -------------------------------- |
| 1891 (picco di popolazione) | 107 485  | 27 695                           |
| 1962                        | 74 577   | 19 216                           |
| 1968                        | 67 897   | 17 495                           |
| 1975                        | 52 999   | 13 656                           |
| 1982                        | 46 403   | 11 956                           |
| 1990                        | 40 814   | 10 516                           |
| 1999                        | 39 314   | 10 130                           |
| 2006                        | 39 088   | 10 074                           |

## Principali monumenti
- Arco di trionfo dell'Étoile
- Gare Saint-Lazare
- Obelisco della Place de la Concorde
- Parc Monceau
- Chiesa della Madeleine
- Ambasciata degli Stati Uniti
- Hôtel de Crillon
- Hôtel de Marigny
- Hôtel de la Marine
- Palais de la découverte
- Grand Palais
- Petit Palais
- Ponte Alessandro III
- Sede di EDF
- Lycée Chaptal
- Chiesa di Saint-Augustin
- Théâtre des Champs-Élysées
- Musée Jacquemart-André
- Musée de l'Orangerie

## Strade principali
- Champs-Élysées
- Place de l'Étoile (solo il quadrante est)
- Place de la Concorde
- Rue du Faubourg Saint Honoré
- Boulevard Haussmann (insieme al IX arrondissement)

## Quartieri
- Quartiere degli Champs-Élysées
- Quartiere del Faubourg-du-Roule
- Quartiere della Madeleine
- Quartiere dell'Europe